# Shin’ichi Satō (Fußballspieler)
Shin’ichi Satō (jap. 佐藤 真一, Satō Shin’ichi; * 14. September 1975 in der Präfektur Saga) ist ein ehemaliger japanischer Fußballspieler.

## Karriere
Satō erlernte das Fußballspielen in der Schulmannschaft der Saga Commercial High School. Seinen ersten Vertrag unterschrieb er 1994 bei den Cerezo Osaka. Der Verein spielte in der zweithöchsten Liga des Landes, der Japan Football League. 1994 wurde er mit dem Verein Meister der Japan Football League und stieg in die J1 League auf. 1997 wechselte er zum Zweitligisten Sagan Tosu. Für den Verein absolvierte er 57 Spiele. Ende 1999 beendete er seine Karriere als Fußballspieler.

## Erfolge
Cerezo Osaka
- Kaiserpokal

Finalist: 1994